# Campylomyza coronoidea
Campylomyza coronoidea är en tvåvingeart som beskrevs av Jaschhof 1997. Campylomyza coronoidea ingår i släktet Campylomyza och familjen gallmyggor. Arten är reproducerande i Sverige. Inga underarter finns listade i Catalogue of Life.